# خوآن یکم، پادشاه کاستیا
خوآن یکم کاستیل (اسپانیایی: Juan I‎) پسر انریکه دوم و یکی از پادشاهان کاستیل و لئون بود.